# Avonturen met elektronika
Avonturen met elektronica (Frans: Aventures électroniques) is het 4e album uit de stripreeks Yoko Tsuno. Het album bundelt in totaal zes verhalen die eerder in het stripweekblad Spirou / Robbedoes waren verschenen.

## De verhalen

### Overval in hi-fi
(Met medewerking van Maurice Tillieux)
Yoko helpt de politie om de daders van een hold-up terug te vinden waarbij ze zelf toevallig aanwezig was.
Dit is het eerste verschenen verhaal van Yoko Tsuno, het werd opgenomen in het weekblad Spirou 1693 in 1970 en in het blad Robbedoes.

### Het kerstengeltje
Het enige kerstverhaal met Yoko Tsuno. Het verhaal verscheen in Spirou 1706 in 1970 en in Robbedoes.

### De aapmens
(Met medewerking van Maurice Tillieux)
Yoko komt tussenbeide als een monster een politieagent aanvalt. Het verhaal verscheen in Spirou 1709 in 1970 en in Robbedoes.

### Koers 351
(Met medewerking van Maurice Tillieux)
Terroristen nemen de controle over een raket over om een aanslag te plegen. Het verhaal verscheen in Spirou 1715 in 1970, en in Robbedoes.

### Honing voor Yoko
Yoko ontmaskert een onderzoeker die bijen gebruikt om microfilms uit zijn laboratorium te smokkelen. Het verhaal verscheen in Spirou 1747 in 1971 en in Robbedoes. Het werd getekend tussen Trio in het onbekende en Het helse orgel.

### De vliegende spin
Tijdens een nachtelijke fotoreportage verrast Paul een grote spin die... een juwelierszaak berooft. Het verhaal verscheen in Spirou 1860 tot 1864 in 1973 en ook in Robbedoes. Dat was nadat Vulcanus Smidse was gepubliceerd. Het verhaal werd geïnspireerd door iets wat Roger Leloup had verzonnen voor "Jacky et Célestin", toen hij nog voor Peyo tekende.